# Coelogyne ecarinata
Coelogyne ecarinata é uma espécie de orquídea epífita, família Orchidaceae, originária de Myanmar e do Vietnam.